# Włodzimierz Zatorski
Włodzimierz Andrzej Zatorski OSB (ur. 27 czerwca 1953 w Czechowicach-Dziedzicach, zm. 28 grudnia 2020 w Krakowie) – polski benedyktyn, fizyk, w latach 2005–2009 przeor Klasztoru Benedyktynów w Tyńcu, twórca i wieloletni (1991–2007) dyrektor Wydawnictwa Benedyktynów TYNIEC, publicysta, autor książek o tematyce religijnej, więzień polityczny (1975–1976).

## Życiorys

### Studia i więzienie
Jest synem Andrzeja i Ludmiły, która w czasie II wojny światowej była na robotach przymusowych w Niemczech.
W czasie nauki w Liceum ogólnokształcącym jako jedyny z klasy nie wstąpił do Związku Młodzieży Socjalistycznej. Po maturze w 1972 r. rozpoczął studia na Politechnice Śląskiej w Gliwicach. Na początku 1973 r. zapisał się do Zrzeszenia Studentów Polskich specjalnie po to, by zaprotestować przeciw realizowanym w marcu tego roku „zjednoczeniu” ruchów studenckich, czyli połączeniu ZSP ze Związkiem Młodzieży Socjalistycznej oraz Związkiem Młodzieży Wiejskiej i utworzeniu Socjalistycznego Związku Studentów Polskich.
Był wówczas działaczem Duszpasterstwa Akademickiego przy parafii św. Michała Archanioła w Gliwicach. Wtedy też nawiązał kontakty z protestantami, którzy organizowali nielegalny „przerzut” Biblii na teren ZSRR. W latach 1973–1974 uczestniczył dwa lub trzy razy w takich akcjach.
W 1974 r. w czasie pobytu w Wiedniu nawiązał kontakt z działaczami polskiej emigracji, od których mógł pozyskiwać bezpłatnie wydawnictwa emigracyjne, m.in. Instytutu Literackiego i paryskiej „Kultury”. Ponieważ wówczas, ze względu na dokładne rewizje osób powracających do Polski z Zachodu, nie było możliwe przewiezienie ich wprost do kraju, postanowił je sprowadzić okrężną drogą. W 1975 r. jego kolega ze studiów dostarczył te książki z Wiednia na Węgry, nad Balaton skąd Zatorski odebrał je i przewiózł do domu Jana Wacławka, ewangelika, studiującego wówczas teologię, obecnie biskupa kościoła luterańskiego w Czechach, który mieszkał w Czechosłowacji niedaleko granicy polskiej. Następnie Zatorski planował, że inny jego kolega Józef Dyrda, w czasie pobytu na tzw. przepustce do Czechosłowacji, weźmie te książki i pójdzie z nimi na turystyczny szlak wiodący wzdłuż granicy czechosłowacko-polskiej, skąd Zatorski ze strony polskiej miał je odebrać, a Dyrda miał wrócić do Polski normalną drogą przez przejście graniczne w Cieszynie. Niestety w czasie wyprawy rozpoznawczej terenu szlaku granicznego zmienili plan i poszli po te książki wprost przez „zieloną granicę”. W drodze powrotnej, gdy nieśli plecaki wypełnione polskimi wydawnictwami emigracyjnymi, m.in. dziełami gen. Władysława Andersa, Witolda Gombrowicza, Czesława Miłosza, Borisa Pasternaka, Aleksandra Sołżenicyna, zostali złapani przez milicję czechosłowacką. Przekazani zostali stronie polskiej i 23 września 1975 r. zostali aresztowani pod zarzutem „nielegalnego przekroczenia granicy w dniu 23.09.1975 r. i próbą przewozu literatury bezdebitowej”. Następnie po kilkumiesięcznym śledztwie, 13 kwietnia 1976 r. Zatorski został (wraz z towarzyszem) skazany wyrokiem Sądu rejonowego w Cieszynie na sześć miesięcy pozbawienia wolności, z uzasadnieniem, że podjął tę próbę nielegalnego sprowadzenia tych książek na teren Polski: „w celu rozpowszechniania zawartych w nich treści podważających zasady ustroju socjalistycznego i szkalujących zwartość bloku państw socjalistycznych, mogących wyrządzić poważną szkodę interesom Polskiej Rzeczypospolitej Ludowej”. W areszcie spędził 6 miesięcy i 13 dni. Równolegle Służba Bezpieczeństwa z Katowic prowadziła od 29 września 1975 r. do 10 maja 1976 r. Sprawę Operacyjnego Rozpracowania o kryptonimie „Przerzut”.
Po zwolnieniu z więzienia, w maju 1976 r. został wezwany na komisję dyscyplinarną Politechniki Śląskiej, która, mimo że miała polecenie od prorektora skreślenia go z listy studentów, jedynie zawiesiła go w prawach studenta na jeden rok. Miał w tym czasie pracować jako robotnik w ramach „reedukacji socjalistycznej”. Po tej przerwie zdał zaległy egzamin i przeniósł się z Politechniki Śląskiej, na fizykę na Uniwersytecie Jagiellońskim.

### Życie w zakonie
Zaraz po ukończeniu studiów, w maju 1980 roku wstąpił do Klasztoru Benedyktynów w Tyńcu. Rok później złożył pierwsze śluby, a już 17 listopada 1981 r. został zarejestrowany w „Kartotece księży katolickich” prowadzonej przez Biuro-C Ministerstwa Spraw Wewnętrznych PRL. W 1987 r. przyjął święcenia kapłańskie.
8 maja 1991 r. założył przy opactwie w Tyńcu wydawnictwo Tyniec Wydawnictwo Benedyktynów, którym kierował do 2007 r. W latach 2005–2009 był przeorem Klasztoru Benedyktynów w Tyńcu, a w latach 2002–2009 prefektem oblatów świeckich przy tym opactwie. Przez rok w 2011 r. przebywał w pustelni na Mazurach oraz w klasztorze benedyktyńskim Zaśnięcia Najświętszej Marii Panny na wzgórzu Syjon w Jerozolimie. Zmarł 28 grudnia 2020 roku na COVID-19 w czasie światowej pandemii tej choroby.

### Fundacja Opcja Benedykta
16 stycznia 2020 r. ojciec Włodzimierz Zatorski razem z grupą osób świeckich powołał do życia Fundację Opcja Benedykta. Jej ideą jest droga, jaką św. Benedykt wskazał ludziom w momencie załamania się cywilizacji imperium rzymskiego. Chodzi o poszukiwanie żywej więzi z Bogiem przez Jezusa Chrystusa w codziennym życiu. Jest to droga zarówno dla duchownych, jak i świeckich. Sprowadza się ona do budowania wspólnot, w których można doświadczyć działania Boga. Stąd myśl, aby w jednym miejscu razem z mnichami, na ile to możliwe, we wspólnym życiu uczestniczyli również świeccy. Z myślą utworzenia takiej wspólnoty 2 października 2020 r. fundacja nabyła budynek dawnej szkoły w Farynach w gminie Rozogi na Mazurach. Obiekt ma służyć jednak nie tylko wspólnocie, ale i gościom, dla których na miejscu mają być organizowane warsztaty i rekolekcje. Intencją Zatorskiego było to, by miejsce to było otwarte na każdego człowieka. Po śmierci założyciela w projekt zaangażowali się też inni duchowni benedyktyńscy - m.in. o. Konrad Małys oraz s. Hanna Szmigielska. 

## Twórczość
Jest autorem książek m.in. o tematyce duchowej, a także 6 tomów rozważań Pisma Świętego na każdy dzień roku, w których „intencją autora jest, aby w oparciu o codzienne rozważania czytań biblijnych, spróbować przemienić swoje życie – stanąć do walki o własne nawrócenie. Wskazówki ojca Zatorskiego zawsze odnoszą się do współczesności i do obecnej kondycji człowieka”:
1. Acedia – duchowa depresja: wybór tekstów. Kraków: Tyniec Wydawnictwo Benedyktynów, 2008. ISBN 978-83-7354-228-0.
2. Acedia dziś. Kraków: Tyniec Wydawnictwo Benedyktynów, 2010. ISBN 978-83-7354-327-0.
3. Boże miłosierdzie. Kraków: Tyniec Wydawnictwo Benedyktynów, 2011. ISBN 978-83-7354-364-5.
4. Chrystus centrum życia: wybór tekstów z tradycji monastycznej. Kraków: Tyniec, 2002. ISBN 83-7354-008-3.
5. Dar sumienia. Kraków: Tyniec Wydawnictwo Benedyktynów, 2006. ISBN 83-7354-043-1.
6. Droga człowieka. Kraków: Tyniec Wydawnictwo Benedyktynów, 2006. ISBN 83-7354-165-9.
7. Dziesięciokrąg: dziesięć kręgów benedyktyńskiej duchowości. Kraków: Tyniec Wydawnictwo Benedyktynów, 2009. ISBN 978-83-7354-282-2; wyd. 2 – Kraków: Tyniec Wydawnictwo Benedyktynów, 2011. ISBN 978-83-7354-385-0.
8. Kiedy mówimy „Ojcze nasz...”. Kraków: Tyniec, 1999. ISBN 83-87525-26-X; wyd. 2 posz. (Seria „Modlitwa Kościoła”; 7), Kraków: Tyniec, Wydawnictwo Benedyktynów, 2005. ISBN 83-7354-130-6; wyd. nowe – Kraków: „Tyniec” Wydawnictwo Benedyktynów, 2012. ISBN 978-83-7354-406-2.
9. Kto pragnie szczęścia?. (Seria „Z Tradycji Mniszej”; 45). Kraków: Tyniec, Wydawnictwo Benedyktynów, 2008. ISBN 978-83-7354-269-3.
10. Ład i pokój. Kraków: Tyniec Wydawnictwo Benedyktynów, 2011. ISBN 978-83-7354-403-1.
11. Milczeć, aby usłyszeć. (Seria „Z Tradycji Mniszej”; 40). Kraków: Tyniec Wydawnictwo Benedyktynów, 2007. ISBN 978-83-7354-216-7.
12. Od bogów pogańskich do Boga żywego (z profesor Anną Świderkówną rozmawia Włodzimierz Zatorski). Kraków: Tyniec, 2004. ISBN 83-7354-117-9; wyd. 2 zm. (Seria „Dialogi”). Kraków: Tyniec Wydawnictwo Benedyktynów, 2007. ISBN 978-83-7354-224-2.
13. Osiem duchów zła. Kraków: Tyniec Wydawnictwo Benedyktynów, 2012. ISBN 978-83-7354-414-7.
14. Otworzyć serce (Seria „Z Tradycji Mniszej”; 35). Kraków: Tyniec, Wydawnictwo Benedyktynów, 2005. ISBN 83-7354-139-X.
15. Podstawy duchowości lidera, czyli Charyzmat przywództwa według Reguły św. Benedykta. Kraków: Tyniec Wydawnictwo Benedyktynów, 2010. ISBN 978-83-7354-348-5.
16. Pokora (Seria „Z Tradycji Mniszej”; 43). Kraków: Tyniec, Wydawnictwo Benedyktynów, 2008. ISBN 978-83-7354-266-2.
17. Przebaczenie. Kraków: Spes, 1997. ISBN 83-87186-11-2; Wyd. 3 popr. i rozsz. – Kraków: Tyniec, 2001. ISBN 83-87525-83-9; wyd. 4 – Kraków: Tyniec, 2004. ISBN 83-7354-073-3; wyd.6 – Kraków: Tyniec Wydawnictwo Benedyktynów, 2011. ISBN 978-83-7354-387-4.
18. Przewodniczka wiary. Kraków: Tyniec, 2001. ISBN 83-87525-71-5; wyd. 2 – Kraków: Tyniec, 2003. ISBN 83-7354-068-7.
19. Psalmy – szkoła mądrości. Kraków: Tyniec, 1998 [i.e. 2000]. ISBN 83-87525-50-2; Wyd. 2 popr. i rozsz. (Seria „Modlitwa Kościoła”. 5). Kraków: Tyniec, 2003. ISBN 83-7354-046-6; wyd. 3 – Kraków: Tyniec, 2005. ISBN 83-7354-132-2.
20. Rozważania liturgiczne na każdy dzień. T. 1, Adwent i okres Bożego Narodzenia. Kraków: Tyniec, Wydawnictwo Benedyktynów, 2009. ISBN 978-83-7354-311-9.
21. Rozważania liturgiczne na każdy dzień. T. 2a, Wielki Post. Kraków: Tyniec, Wydawnictwo Benedyktynów, 2010. ISBN 978-83-7354-317-1.
22. Rozważania liturgiczne na każdy dzień. T. 2b, Okres Wielkanocny. Kraków: Tyniec, Wydawnictwo Benedyktynów, 2010. ISBN 978-83-7354-368-3.
23. Rozważania liturgiczne na każdy dzień. T. 3, Okres zwykły 1–11 tydzień. Kraków: Tyniec, Wydawnictwo Benedyktynów, [2010]. ISBN 978-83-7354-360-7.
24. Rozważania liturgiczne na każdy dzień. T. 4, Okres zwykły 12–23 tydzień. Kraków: Tyniec Wydawnictwo Benedyktynów, 2010. ISBN 978-83-7354-340-9.
25. Rozważania liturgiczne na każdy dzień. T. 5, Okres zwykły 24–34 tydzień. Kraków: Tyniec, Wydawnictwo Benedyktynów, 2012. ISBN 978-83-7354-351-5.
26. Usłyszeć słowo Boże: praktyka „Lectio divina” (Seria „Czytając Pismo Święte”; 13) Kraków: „Tyniec”, 1999. ISBN 83-87525-33-2; wyd. 2 Kraków: Tyniec, 2003. ISBN 83-7354-060-1.
27. Wyzwania religijne współczesnego świata a odpowiedź benedyktyńska: 2. Krajowy Zjazd Oblatów Benedyktyńskich Krajowy Zjazd Oblatów Benedyktyńskich 2008; Tyniec (redakcja). Kraków: Tyniec, Wydawnictwo Benedyktynów, 2009. ISBN 978-83-7354-287-7.
28. Z mądrości św. Benedykta (wybór i wstęp). Kraków: Tyniec, Wydawnictwo Benedyktynów, 2007. ISBN 978-83-7354-207-5.
29. Po co Opcja Benedykta, wydanie własne, 2020, dostępna także elektronicznie w pliku pdf.

## Odznaczenie
W 2012 r. postanowieniem prezydenta Bronisława Komorowskiego – na wniosek Prezesa Instytutu Pamięci Narodowej – uhonorowany został Krzyżem Wolności i Solidarności, którym udekorował go prezes IPN Łukasz Kamiński 13 grudnia 2012 r. w Warszawie w czasie uroczystości z okazji 31. rocznicy wprowadzenia stanu wojennego.